# Lycosa tista
Lycosa tista este o specie de păianjeni din genul Lycosa, familia Lycosidae, descrisă de Tikader, 1970. Conform Catalogue of Life specia Lycosa tista nu are subspecii cunoscute.